# Anilocra grandmaae
Anilocra grandmaae es una especie de crustáceo isópodo marino del género Anilocra, familia Cymothoidae.
Fue descrita científicamente por Aneesh, Hadfield, Smit & Kumar en 2021.

## Distribución
Esta especie se encuentra en la bahía de Bengala, India y Kerala.